# Melodifestivalen 2016
Il Melodifestivalen 2016 è la 56ª edizione del concorso canoro svedese che decreta annualmente il rappresentante della Svezia all'Eurovision Song Contest.
La presentatrice di quest'edizione è stata Gina Drawi per tutto lo show, ma è stata accompagnata da Petra Mede durante la 1ª semifinale, da Henrik Schyffert durante la 3ª, da Sarah Dawn Finer per l'ultima semifinale, da Ola Salo e Peter Jöback nel ripescaggio, e da William Spetz per la finale.
L'edizione è stata vinta da Frans con il brano If I Were Sorry, che poi si è classificato 5° all'Eurovision Song Contest 2016.

## Organizzazione

### Città e sedi
Per la quindicesima volta nella storia del Melodifestivalen le semifinali si svolgeranno in diverse città della Svezia. 
Le città che hanno ospitato lo show sono state:
| Data             | Evento                      | Città      | Sede                 | Immagine |
| ---------------- | --------------------------- | ---------- | -------------------- | -------- |
| 6 febbraio 2016  | Semifinale 1                | Göteborg   | Scandinavium         |          |
| 13 febbraio 2017 | Semifinale 2                | Malmö      | Malmö Arena          |          |
| 20 febbraio 2017 | Semifinale 3                | Norrköping | Himmelstalundshallen |          |
| 27 febbraio 2017 | Semifinale 4                | Gävle      | Gavlerinken Arena    |          |
| 5 marzo 2017     | Andra Chansen (Ripescaggio) | Halmstad   | Halmstad Arena       |          |
| 12 marzo 2017    | Finale                      | Stoccolma  | Friends Arena        |          |

## Partecipanti
| Artista                       | Titolo                 | Lingua           | Compositori                                                                                     |
| ----------------------------- | ---------------------- | ---------------- | ----------------------------------------------------------------------------------------------- |
| Ace Wilder                    | Don't Worry            | Inglese          | Joy Deb, Linnea Deb, Anton Hård af Segerstad, Ace Wilder, Behshad Ashnai, Martina Avacado       |
| After Dark                    | Kom ut som en stjärna  | Svedese          | Sven-Inge Sjöberg, Lennart Wastesson, Larry Forsberg, Lina Eriksson, Kent Olsson, Calle Kindbom |
| Albin & Mattias               | Rik                    | Svedese          | Albin Johnsén, Mattias Andréasson                                                               |
| Anna Book                     | Himmel för två         | Svedese          | Sven-Inge Sjöberg, Lennart Wastesson, Larry Forsberg, Camilla Läckberg                          |
| Boris René                    | Put Your Love on Me    | Inglese          | Boris René, Tobias Lundgren, Tim Larsson                                                        |
| David Lindgren                | We Are Your Tomorrow   | Inglese          | Anderz Wrethov, Sharon Vaughn, Gustav Efraimsson                                                |
| Dolly Style                   | Rollercoaster          | Inglese          | Thomas G:son, Peter Boström, Alexandra Salomonsson                                              |
| Eclipse                       | Runways                | Inglese          | Erik Mårtensson                                                                                 |
| Frans                         | If I Were Sorry        | Inglese          | Oscar Fogelström, Michael Saxell, Fredrik Andersson, Frans Jeppsson Wall                        |
| Isa                           | I Will Wait            | Inglese          | Anton Hård af Segerstad, Joy Deb, Linnea Deb, Pierre Yvess-Rossi, Nikki Flores                  |
| Krista Siegfrids              | Faller                 | Svedese          | Krista Siegfrids, Gabriel Alares, Magnus Wallin, Gustaf Svenungsson                             |
| Linda Bengtzing               | Killer Girl            | Inglese          | Mathias Kallenberger, Andréas Berlin, Linda Bengtzing, Dag Öhrlund                              |
| Lisa Ajax                     | My Heart Wants Me Dead | Inglese          | Linnea Deb, Joy Deb, Anton Hård af Segerstad, Nikki Flores, Sara Forsberg                       |
| Martin Stenmarck              | Du tar mig tillbaks    | Svedese          | David Stenmarck                                                                                 |
| Mimi Werner                   | Ain't No Good          | Inglese          | Mimi Werner, Göran Werner, Marcus Svedin, Jason Saenz                                           |
| Molly Pettersson Hammar       | Hunger                 | Inglese          | Joy Deb, Linnea Deb, Lisa Desmond, Anton Hård af Segerstad, Molly Pettersson Hammar             |
| Molly Sandén                  | Youniverse             | Inglese          | Molly Sandén, Danny Saucedo, John Alexis                                                        |
| Oscar Zia                     | Human                  | Inglese          | Oscar Zia, Victor Thell, Maria Smith                                                            |
| Panetoz                       | Håll om mig hårt       | Svedese          | Jimmy Jansson, Karl-Ola Kjellholm, Jakke Erixson, Pa Modou Badjie, Njol Badjie, Nebeyu Baheru   |
| Patrik, Tommy & Uno           | Håll mitt hjärta hårt  | Svedese          | Patrik Isaksson, Tommy Nilsson, Uno Svenningsson                                                |
| Pernilla Andersson            | Mitt guld              | Svedese          | Pernilla Andersson, Fredrik Rönnqvist                                                           |
| Robin Bengtsson               | Constellation Prize    | Inglese          | Bobby Ljunggren, Henrik Wikström, Mark Hole, Martin Eriksson                                    |
| Samir & Viktor                | Bada nakna             | Svedese          | Fredrik Kempe, David Kreuger, Anderz Wrethov                                                    |
| SaRaha                        | Kizunguzungu           | Inglese, swahili | Anderz Wrethov, Sara Larsson, Arash Labaf                                                       |
| Smilo                         | Weight of the World    | Inglese          | Arvid Ångström, Dennis Babic, Oscar Berglund Juhola, Anton Göransson, Robin Danielsson          |
| Swingfly feat. Helena Gutarra | You Carved Your Name   | Inglese          | Joakim Åhlund, Andreas Kleerup                                                                  |
| Victor och Natten             | 100%                   | Svedese          | Dag Lundberg, Melker, Jesper Lundh                                                              |
| Wiktoria                      | Save Me                | Inglese          | Jens Siverstedt, Lauren Dyson, Jonas Wallin                                                     |

## Semifinali

### Prima semifinale
La prima semifinale si è svolta nuovamente presso lo Scandinavium di Göteborg, il 6 febbraio 2016 ed è stata presentata da Gina Dirawi e Petra Mede. La prima semifinale ha visto competere 6 concorrenti dopo la squalifica di Anna Book, che si è esibita tuttavia durante l'interval act. Hanno partecipato come ospiti le Las Ketchup, rappresentanti spagnole all'Eurovision Song Contest 2006, che hanno cantato Aserejé.
Si sono qualificati direttamente per la finale Ace Wilder e Robin Bengtsson, mentre Samir & Viktor e Albin & Mattias dovranno esibirsi nuovamente il 5 marzo.
| Ordine | Artista            | Titolo              | Posizione |
| ------ | ------------------ | ------------------- | --------- |
| 1      | Samir & Viktor     | Bada nakna          | 3         |
| 2      | Pernilla Andersson | Mitt Guld           | 6         |
| 3      | Mimi Werner        | Ain't No Good       | 5         |
| 4      | Albin & Mattias    | Rik                 | 4         |
| 5      | Anna Book          | Himmel för två      | -         |
| 6      | Robin Bengtsson    | Constellation Prize | 1         |
| 7      | Ace Wilder         | Don't Worry         | 2         |

### Seconda semifinale
La seconda semifinale è stata ospitata nuovamente dalla Malmö Arena ed è stata presentata solamente da Gina Dirawi. Charlotte Perrelli, vincitrice svedese dell'Eurovision Song Contest 1999 e concorrente (sempre per la Svezia) all'Eurovision Song Contest 2008, avrebbe dovuto affiancarla nella conduzione, tuttavia si è presentata solo come ospite.
David Lindgren e Wiktoria passano direttamente alla finale, mentre Isa e Molly Pettersson Hammar verranno ripescate il 5 marzo.
| Ordine | Artista                 | Titolo                | Posizione |
| ------ | ----------------------- | --------------------- | --------- |
| 1      | David Lindgren          | We Are Your Tomorrow  | 2         |
| 2      | Victor och Natten       | 100%                  | 6         |
| 3      | Molly Pettersson Hammar | Hunger                | 4         |
| 4      | Isa                     | I Will Wait           | 3         |
| 5      | Krista Siegfrids        | Faller                | 5         |
| 6      | Patrik, Tommy & Uno     | Håll mitt hjärta hårt | 7         |
| 7      | Wiktoria                | Save Me               | 1         |

### Terza semifinale
La terza semifinale si è svolta presso l'Himmelstalundshallen di Norrköping il 20 febbraio, ed è stata presentata da Gina Dirawi e Henrik Schyffet.
Si qualificano per la finale Oscar Zia e Lisa Ajax, mentre verranno ripescati SaRaha e Boris René.
| Ordine | Artista                       | Titolo                 | Posizione |
| ------ | ----------------------------- | ---------------------- | --------- |
| 1      | SaRaha                        | Kizunguzungu           | 4         |
| 2      | Swingfly feat. Helena Gutarra | You Carved Your Name   | 6         |
| 3      | Smilo                         | Weight of the World    | 5         |
| 4      | After Dark                    | Kom ut som en stjärna  | 7         |
| 5      | Lisa Ajax                     | My Heart Wants Me Dead | 1         |
| 6      | Boris René                    | Put Your Love on Me    | 3         |
| 7      | Oscar Zia                     | Human                  | 2         |

### Quarta semifinale
L'ultima semifinale ha avuto luogo presso la Gavlerinken Arena di Gävle, ed è stata presentata da Gina Dirawi e Sarah Dawn Finer.
Vanno direttamente in finale Molly Sandén e Frans, mentre si esibiranno al ripescaggio i Panetoz e le Dolly Style.
| Ordine | Artista          | Titolo              | Posizione |
| ------ | ---------------- | ------------------- | --------- |
| 1      | Eclipse          | Runaways            | 5         |
| 2      | Dolly Style      | Rollercoaster       | 4         |
| 3      | Martin Stenmarck | Du tar mig tillbaks | 6         |
| 4      | Linda Bengtzing  | Killer Girls        | 7         |
| 5      | Frans            | If I Were Sorry     | 1         |
| 6      | Panetoz          | Håll om mig hårt    | 3         |
| 7      | Molly Sandén     | Youniverse          | 2         |

## Ripescaggio
Il ripescaggio si è svolto, nuovamente con le modalità del 2015, presso la Halmstad Arena di Halmstad, ed è stato condotto da Gina Dirawi, Ola Salo e Peter Jöback.
Procedono verso la finale i Panetoz, Boris René, SaRaha e Samir & Viktor.
| Duello | Ordine | Artista                 | Titolo              | Punteggio |
| ------ | ------ | ----------------------- | ------------------- | --------- |
| I      | 1      | Panetoz                 | Håll om mig hårt    | 965 823   |
| I      | 2      | Molly Pettersson Hammar | Hunger              | 503 953   |
| II     | 1      | Albin & Mattias         | Rik                 | 735 852   |
| II     | 2      | Boris René              | Put Your Love on Me | 836 686   |
| III    | 1      | Isa                     | I Will Wait         | 763 862   |
| III    | 2      | SaRaha                  | Kizunguzungu        | 775 093   |
| IV     | 1      | Dolly Style             | Rollercoaster       | 571 216   |
| IV     | 2      | Samir & Viktor          | Bada nakna          | 907 432   |

## Finale
La finale si è svolta il 12 marzo presso la Friends Arena di Solna ed è stata presentata da Gina Dirawi e William Spetz.
Durante i vari interval act si sono esibiti: Måns Zelmerlöw, vincitore sia del Melodifestivalen 2015 che dell'Eurovision Song Contest 2015, con un coro di bambini ha cantato Heroes; DJ Méndez ha ripresentato la sua Adrenaline; Mariette, che ha ottenuto il terzo posto nell'edizione precedente, con la sua Don't Stop Believing; le Timoteij, con la loro Kom; i Brandsta City Släckers con il brano Kom och ta mig; Linus Svenning con Bröder; Sarah Dawn Finer con Moving On; Magnus Carlsson con Live Forever; Anton Ewald con la sua Begging, 4º posto nel 2013; Charlotte Perrelli, con Hero. Oltre alle canzoni poi Helena Bergström ha rappresentato i personaggi comici Lasse e Marianne, che leggevano i brani dei passati Melodifestivalen; Pernilla August e Michael Nyqvist hanno rappresentato Kom, delle Timoteij, e Sarah Dawn Finer si è esibita come Lynda Woodruff, rappresentazione che rifarà durante l'Eurovision Song Contest 2016.
| #  | Artista         | Titolo                 | Punteggio | Punteggio | Punteggio | Posizione |
| #  | Artista         | Titolo                 | Giurie    | Televoto  | Totale    | Posizione |
| -- | --------------- | ---------------------- | --------- | --------- | --------- | --------- |
| 1  | Panetoz         | Håll om mig hårt       | 14        | 39        | 53        | 8         |
| 2  | Lisa Ajax       | My Heart Wants Me Dead | 23        | 33        | 56        | 7         |
| 3  | David Lindgren  | We Are Your Tomorrow   | 11        | 28        | 39        | 11        |
| 4  | SaRaha          | Kizunguzungu           | 11        | 36        | 47        | 9         |
| 5  | Oscar Zia       | Human                  | 89        | 43        | 132       | 2         |
| 6  | Ace Wilder      | Don't Worry            | 83        | 35        | 118       | 3         |
| 7  | Robin Bengtsson | Constellation Prize    | 40        | 43        | 83        | 5         |
| 8  | Molly Sandén    | Youniverse             | 39        | 37        | 76        | 6         |
| 9  | Boris René      | Put Your Love on Me    | 6         | 35        | 41        | 10        |
| 10 | Frans           | If I Were Sorry        | 88        | 68        | 156       | 1         |
| 11 | Wiktoria        | Save Me                | 69        | 45        | 114       | 4         |
| 12 | Samir & Viktor  | Bada nakna             | 0         | 31        | 31        | 12        |